# Spell (película de 2020)
Spell (Hechizo vudú) es una película de terror sobrenatural del año 2020 dirigida por Mark Tonderai y protagonizada por Omari Hardwick y Loretta Devine. Fue lanzada en los Estados Unidos a través de plataformas digitales el 30 de octubre de 2020, a través de Paramount Pictures.

## Argumento
Mientras volaba hacia el funeral de su padre en la cordillera de los Apalaches rurales sobre Kentucky, una intensa tormenta hace que Marquis pierda el control de la avioneta que le transporta a él y a su familia. Pronto se despierta herido, solo y atrapado en el ático de la señora Eloise. Eloise afirma que puede curarle con una figura vudú que ha hecho con su sangre y su piel. Sin poder pedir ayuda, Marqués intenta desesperadamente liberarse de su magia oscura y salvar a su familia de un siniestro ritual antes de la salida de la luna de sangre.

## Reparto
- Omari Hardwick como Marquis T. Woods.[1]
- Loretta Devine como Señora Eloise.
- John Beasley[2] como Earl.
- Lorena Burroughs como Veora Woods.
- Hannah Gonera como Samsara Woods.
- Kalifa Burton como Tydon Woods.
- Tumisho Masha como Sheriff Tom Pines.
- Steve Mululu como Lewis.

## Producción
La película fue filmada en Sudáfrica.

## Estreno
La película se estrenó en plataformas digitales el 30 de octubre de 2020. En un principio, su estreno en cines estaba previsto para el 28 de agosto de 2020, pero se retiró de la programación debido a la pandemia de COVID-19. Más tarde se reprogramó para su estreno en medios domésticos el 30 de octubre de 2020. Fue distribuida por Paramount Pictures y Amazon Prime Video.

## Recepción
En el sitio web Rotten Tomatoes, la película tiene un índice de aprobación del 47% basado en 47 críticas, con una calificación media de 5.20/10. El consenso de los críticos del sitio dice: "A pesar de un comienzo prometedor, este thriller repetitivo y predecible carece de la suficiente identidad para lanzar un gran hechizo". Metacritic informa de una puntuación de 38 sobre 100 basada en seis reseñas de críticos, lo que indica "críticas generalmente desfavorables".
Tomris Laffly de Rogerebert.com otorgó la película un 1.5/5.  Meagan Navarro de BloodyDisgusting otorgó a la película 1.5/5.
Peter Debruge de Variety dio la película una revisión positiva y escribió, "No obstante, se trata de un thriller de estilo decente con elementos ocultistas que debería satisfacer las exigencias de género de los espectadores, aunque pocos exigirán un segundo visionado (o una secuela)".
Frank Scheck, de The Hollywood Reporter, hizo una crítica negativa de la película y escribió: "Por desgracia, los esfuerzos estilísticos del cineasta no son suficientes para compensar los aspectos predecibles y llenos de clichés del guión..."